# Sordio
Sordio je italská obec v provincii Lodi v oblasti Lombardie.
V roce 2012 zde žilo 3 198 obyvatel.

## Sousední obce
Casalmaiocco, San Zenone al Lambro (MI), Tavazzano con Villavesco, Vizzolo Predabissi (MI)

## Vývoj počtu obyvatel
Zdroj: 